# Heinrich Reuss
Heinrich XIII Príncipe Reuss (em alemão: Heinrich XIII. Prinz Reuß) (Büdingen, 4 de dezembro de 1951) é um empresário imobiliário alemão e membro da Casa de Reuss. Reuss foi preso pela polícia federal alemã em dezembro de 2022 devido à sua suposta liderança na trama do golpe de estado na Alemanha de 2022.

## Biografia

### Início da vida e ancestralidade
Ele nasceu em Büdingen em 4 de dezembro de 1951, filho do príncipe Heinrich I Reuss de Köstritz e da duquesa Woizlawa Feodora de Mecklenburg, que por sua vez era filha única do político colonial alemão duque Adolf Friedrich de Mecklenburg. Os pais de Reuss, como toda a nobreza alemã, tornaram-se cidadãos privados em 1919 após a adoção da Constituição de Weimar, que aboliu quaisquer privilégios e títulos que existiam anteriormente para a nobreza.
A Casa de Reuss, da qual Reuss descende, data do século XII e historicamente administrou as regiões de Gera e Greiz. Heinrich se distanciou de sua família por volta de 2009.
Reuss trabalhou como incorporador imobiliário, operando uma empresa chamada Buero Prinz Reuss em Frankfurt, e também produziu vinho espumante.
Após a reunificação da Alemanha em 1990, ele tentou fazer com que as propriedades do governo fossem devolvidas à sua família, incluindo bens móveis, várias casas e castelos, extensões de floresta e terras agrícolas e o Teatro Jugendstil Reuss em Gera, então propriedade da cidade de Gera. As muitas obras de arte que a família Reuss obteve renderam 3,5 milhões de marcos em leilão, enquanto mais de 300 peças foram emprestadas a museus. O prefeito de Gera e Reuss não conseguiram negociar nenhum acordo adicional, cada um culpando o outro. Reuss gastou grande parte de sua fortuna em ações judiciais em busca de restituição, mas teve pouco sucesso.
Em 2017, ele apoiou o reenterro dos restos mortais de vários de seus ancestrais, o mais proeminente entre eles Heinrich II, conde de Reuss-Gera, em seu local original. Seus sarcófagos foram movidos várias vezes desde que a igreja onde estavam sepultados foi destruída em um incêndio em 1780.
Em 2020, Reuss participou da celebração do primeiro evento do Dia Internacional da Consciência em Viena.

### Polêmicas
Reuss falou a favor de um imposto fixo baixo para todos os cidadãos, elogiando a taxa de 10% no antigo Principado de Reuss, dizendo que permitia que os cidadãos de Reuss levassem "vidas felizes" porque era "direto e transparente". Reuss afirmou que o governo alemão moderno e a União Européia eram mais distantes e inacessíveis do que os príncipes feudais. Reuss também fez discursos afirmando que a Alemanha era um estado vassalo desde a Segunda Guerra Mundial. No Worldwebforum em Zurique em 2019, Reuss fez um discurso acusando os Rothschilds e os maçons para as guerras do século XX.
Em agosto de 2022, Reuss participou de uma festa realizada em homenagem ao prefeito de Bad Lobenstein, onde a família tem um castelo, que simpatiza com o movimento Reichsbürger e que foi acusado de agredir uma jornalista. Posteriormente, o atual chefe da família Reuss, Heinrich XIV Prinz Reuß [et],  se opôs ao seu envolvimento na política local "da maneira mais forte possível". Ele chamou Heinrich XIII de "parente distante" e "um homem confuso vendendo teorias da conspiração". Heinrich XIV destacou isso depois que Reuss foi preso em 2022, chamando Reuss de "uma figura marginal" e observando que seu último ancestral comum viveu no início do século XIX. Ele disse que o comportamento de Reuss foi uma "catástrofe" para a família, cuja herança como governantes tolerantes e cosmopolitas agora está associada a "terroristas e reacionários".

### Envolvimento no plano de golpe alemão de 2022
Em 7 de dezembro de 2022, Reuss foi preso em sua casa no Westend de Frankfurt durante uma ampla série de batidas policiais alemãs contra supostos conspiradores de extrema direita em um golpe de Estado planejado. De acordo com a polícia, os conspiradores do golpe - que incluíam a ex-membro do Bundestag Birgit Malsack-Winkemann - eram proponentes do movimento Reichsbürger que esperavam instalar Reuss, de 71 anos, como chefe de estado. A propriedade de Reuss na Turíngia supostamente era o local de estoques de armas e reuniões sobre a conspiração.
Reuss também teria procurado o governo russo por meio de sua embaixada em Berlim, presumivelmente para obter assistência no golpe. Um cidadão russo chamado "Vitalia", que era companheiro de vida de Reuss, e por meio de quem ele conseguiu obter financiamento provisório de três indivíduos russos, também foi preso. Os conspiradores supostamente planejavam cooperar com a Rússia, mas de acordo com o Ministério Público Federal da Alemanha, não havia nada que sugerisse que os russos "reagissem positivamente ao seu pedido". Um porta-voz da Embaixada da Rússia em Berlim negou qualquer envolvimento. Dmitry Peskov emitiu uma declaração em 8 de dezembro negando o envolvimento do Kremlin no golpe de estado fracassado.